# Tony Kearney
Anthony „Tony“ Kearney (* 24. Juni 1954) ist ein ehemaliger irischer Snookerspieler, der nach dem Gewinn der irischen Snooker-Meisterschaft im Jahr 1981 zwischen 1984 und 1996 für zwölf Jahre Profispieler war. In dieser Zeit erreichte er neben Rang 65 der Snookerweltrangliste die Runde der letzten 32 beim Classic 1987 sowie viermal das Viertelfinale der Irish Professional Championship.

## Karriere
Kearney machte erstmals auf sich aufmerksam, als er 1981 durch einen 8:6-Sieg über Paddy Miley die irische Snooker-Meisterschaft gewann. Im nächsten Jahr nahm er an der Amateurweltmeisterschaft teil und unterlag nach der überstandenen Gruppenphase im Viertelfinale dem Waliser Wayne Jones. Zumindest um diese Zeit herum lebte Kearney in England, wo er sich mit dem 1982 in die Gegend um Manchester gezogenen Paddy Browne anfreundete. Zur Saison 1984/85 wurde Kearney Profispieler.

### Erste Profijahre und Erfolge
Kearneys erste Profisaison verlief für den Iren nicht allzu gut: er gewann nur zwei von neun Spielen und erreichte dadurch neben der Runde der letzten 80 des Classic auch die Runde der letzten 64 der British Open. Dadurch konnte er sich auf Anhieb auf der Weltrangliste platzieren, auch wenn er lediglich auf Rang 90 geführt wurde. In der nächsten Saison kam er jedoch bei keinem Ranglistenturnier über die Runde der letzten 96 heraus; lediglich bei der Irish Professional Championship, einem Non-ranking-Turnier, zog er ins Viertelfinale ein und unterlag dort Tommy Murphy. Auf der Weltrangliste verschlechterte er sich infolge der Saison auf Rang 101. Deutlich besser verlief jedoch die Saison 1986/87, als Kearney dank einiger kampfloser Aufgaben seiner Gegner über die Hälfte seiner Spiele gewinnen konnte. Sein bestes Ranglistenturnier-Ergebnis war das Erreichen der Runde der letzten 32 des Classic; auf Non-ranking-Ebene war es erneut eine Viertelfinalteilnahme bei der Irish Professional Championship. Auf der Weltrangliste verbesserte er sich infolgedessen auf Rang 65, dem besten Platz seiner Karriere.
In der Saison 1987/88 kehrte Kearney jedoch wieder zu seiner alten Form zurück und gewann bei den Ranglistenturnieren lediglich ein Spiel gegen Mike Darrington beim Grand Prix. Dieser Sieg verhalf ihm allerdings zum Einzug in die Runde der letzten 64, in der er sich Terry Griffiths mit 0:5 geschlagen geben musste. Zudem erreichte er erneut das Viertelfinale der Irish Professional Championship, dies änderte aber nichts daran, dass Kearney auf der Weltrangliste fünfzehn Plätze verlor. In der folgenden Saison verbesserte sich Kearneys Form zwar wieder etwas, doch abgesehen von der Viertelfinalteilnahme bei der Irish Professional Championship und der Teilnahme an der Runde der letzten 64 der UK Championship schied er zumeist sehr früh aus. Deshalb rutschte er auf der Weltrangliste bis auf Rang 101 ab.

### Abschied von der Profitour
Die Saison 1989/90 brachte nicht die Formwende: Kearney erreichte zwar einige Male eine finale Qualifikationsrunde, schied aber trotzdem so gut wie immer in der Qualifikation aus. Lediglich bei der UK Championship qualifizierte er sich zuungunsten von Paddy Browne für die Hauptrunde, unterlag dort aber sofort Steve Davis. Trotzdem verschlechterte er sich auf der Weltrangliste nur marginal auf Rang 104. Dies galt auch für die nächste Saison, in der Kearney nicht einmal eine Hauptrunde eines Ranglistenturnieres erreichte und lediglich bei der Benson and Hedges Satellite Championship die Runde der letzten 64 erreichte, als er lediglich sieben weitere Plätze verlor. Doch nachdem er in der Saison 1991/92 deutlich mehr Spiele gewinnen konnte und dabei neben dem Achtelfinale der Irish Professional Championship unter anderem die Runde der letzten 96 der Snookerweltmeisterschaft und die Runde der letzten 64 der Asian Open erreichte, rutschte er auf der Weltrangliste auf Rang 129 ab.
Während der nächsten beiden Spielzeiten verschlechterte sich Kearneys Form jedoch rapide. Er gewann nur noch einen Bruchteil seiner Spiele und verlor stets in der Qualifikation. Auf der Weltrangliste stürzte er auf Rang 250 ab, was sich dadurch, dass er anschließend keine weiteren Profispiele mehr bestritt, verschlimmerte, sodass er nur noch auf Rang 455 geführt wurde. Zum Ende der Saison 1995/96 beendete er schließlich nach zwölf Profijahren seine Karriere.

## Erfolg
| Ausgang         | Jahr | Turnier                       | Finalgegner | Ergebnis |
| --------------- | ---- | ----------------------------- | ----------- | -------- |
| Amateurturniere |      |                               |             |          |
| Sieger          | 1981 | Irische Snooker-Meisterschaft | Paddy Miley | 8:6      |